# Sciaenops ocellatus
L'ombrina atlantica (Sciaenops ocellatus) è un pesce d'acqua salata e salmastra della famiglia Sciaenidae.

## Descrizione

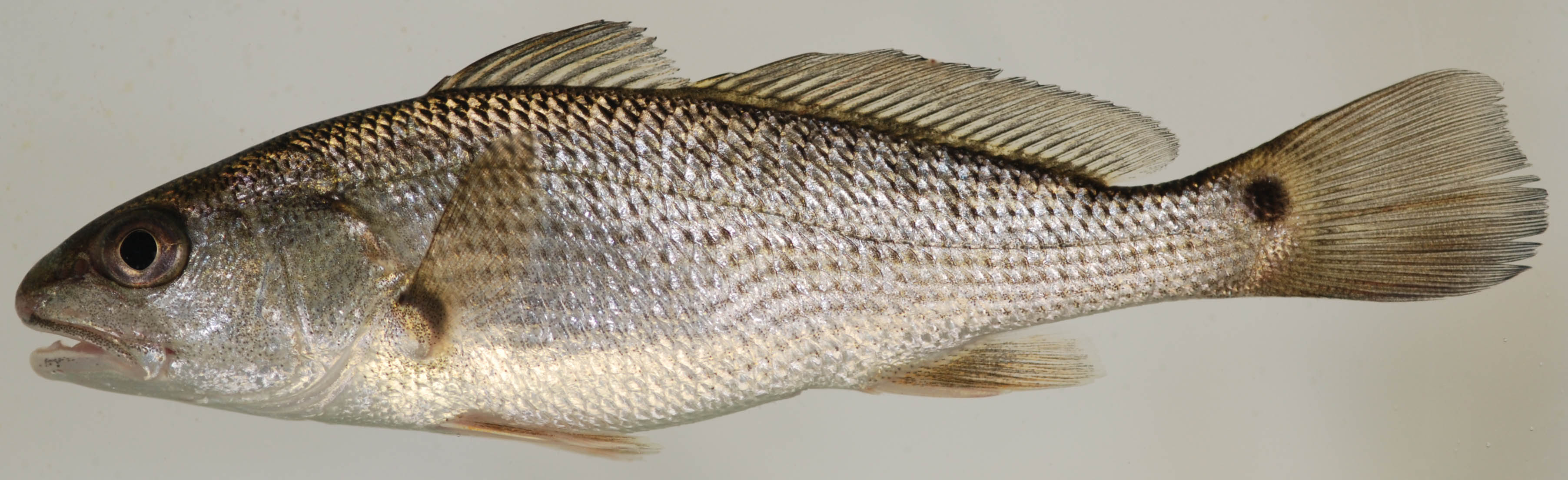
Un esemplare giovane.

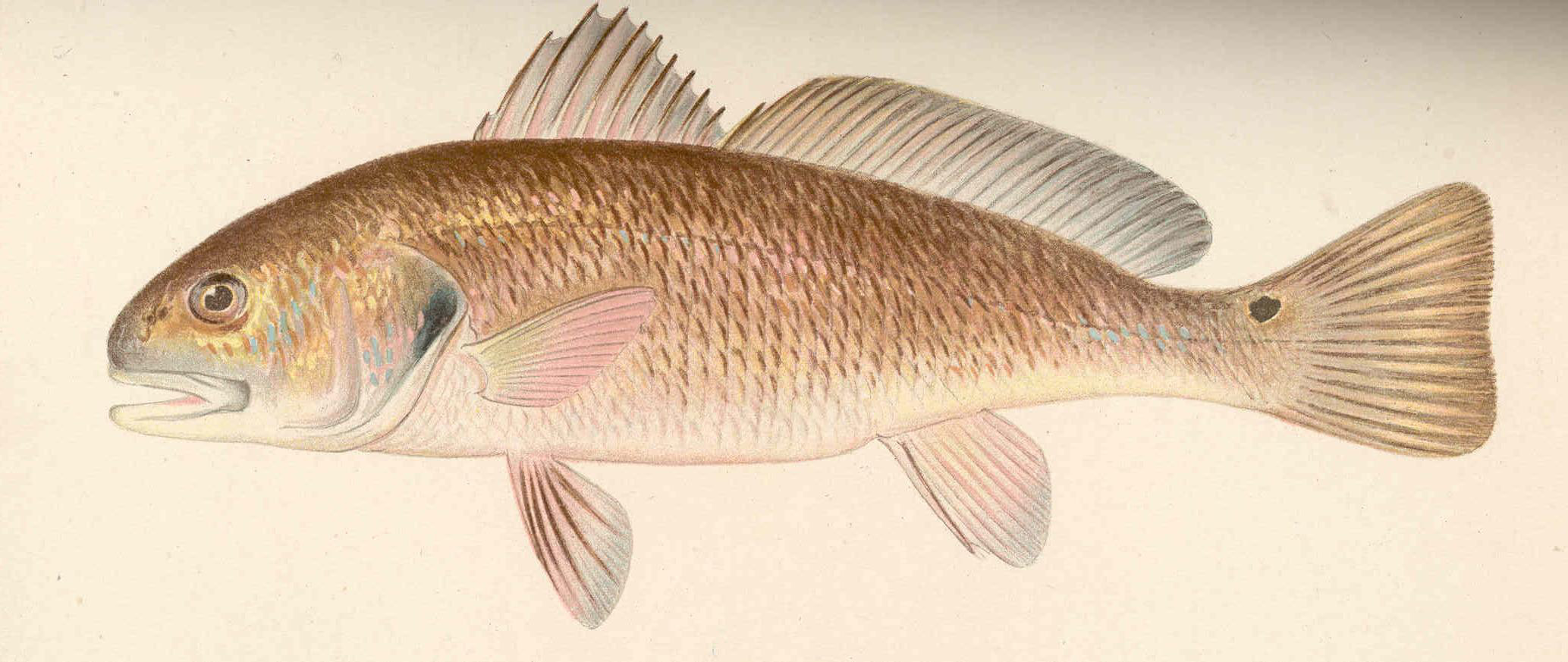
Una raffigurazione di un esemplare adulto.

Il corpo dell'ombrina atlantica è allungato e compresso lateralmente, con schiena arcuata e fronte spiovente. Il muso è smussato, con una bocca larga e la mascella provvista di fasce di denti villiformi, adatti a spaccare gusci e carapaci. Presenta 2 pinne dorsali, la prima con 10 raggi spinosi, la seconda con 1 raggio spinoso e una serie di 24 raggi molli. Il colore è ramato o rossastro, con ventre biancastro. La pinna caudale è leggermente concava. Presenta inoltre da 1 a 3 macchie scure che vanno dalla base della coda sino all'inizio della vera e propria pinna caudale, posizionate sopra la linea laterale. la lunghezza massima è di circa 1,55 m, ma in media si aggira intorno a 1m. il peso maggiore mai pubblicato è di 45 kg, mentre l'età è di 50 anni.
L'Ombrina atlantica è facilmente distinguibile da un pesce a lei simile, l'Ombrina nera (Pogonias cromis), per l'assenza di barbigli sotto la mascella della prima.

## Distribuzione e habitat
L'ombrina atlantica vive lungo le coste dell'Oceano Atlantico occidentale, dal Massachusetts al nord del Messico. è una specie eurialina, ovvero che sopporta grandi sbalzi di salinità dell'acqua, e può perciò vivere sia in acqua salata che salmastra. può inoltre sopravvivere a grandi sbalzi di temperatura, tra i 4 e i 34 °C. I vari ambienti nei quali può vivere sono: foci di fiumi, fondali sabbiosi e fangosi, praterie di alghe e erbe marine, la zona di infrangimento delle onde e, in generale, le acque della piattaforma continentale.

## Biologia

### Riproduzione
Gli adulti depongono le uova tra agosto e ottobre in acque costiere. le femmine possono produrre sino a 2 milioni di uova pelagiche del diaemetro di 1mm, che si schiudono dopo 28-30 ore dalla deposizione. Le larve sono lunghe dai 6 agli 8 mm, e vengono trasportate verso foci ed estuari. I giovani e i subadulti vivono presso le foci e le acque costiere sino all'età di 3,5-5 anni, poi si dirigono verso acque più profonde per unirsi agli adulti. Durante la stagione della riproduzione, gli esemplari adulti usano degli speciali muscoli che, sfregati contro la vescica natatoria, producono dei suoni simili a quelli prodotti da un tamburo, che gli hanno valso il nome (infatti il nome inglese dell'ombrina ocellata è Red drum, da drum=tamburo).

### Dieta
L'ombrina atlantica è una specie carnivora, che si nutre di crostacei, anellidi, molluschi e pesci. I denti vengono usati per frantumare i gusci e i carapaci. Alcune delle sue prede tipiche sono i pesci Menidia peninsulae, Microgobius gulosus, Cyprinodon variegates, Leiostomus xanthurus, e il crostaceo Callinectes sapidus (granchio reale).

### Comportamento sociale
L'ombrina atlantica è sia una creatura solitaria che gregaria, ed è stata osservata associarsi anche con Ombrine nere (Pogonias cromis) e Tarponi atlantici (Megalops atlanticus).

### Predatori
Il maggiore predatore dell'Ombrina atlantica è l'uomo. Può essere cacciata da grandi uccelli da preda, come il falco pescatore. Si pensa che le macchie scure sulla coda servano a confondere eventuali predatori, che attaccherebbero la coda del pesce scambiandola per la testa, data la somiglianza delle macchie a degli occhi.

### Parassiti
I giovani esemplari vengono sovente attaccati dal nematoda contracaecum multipapillatum, un parassita che infetta i reni del pesce in attesa che esso venga mangiato da un uccello, il suo ospite definitivo. L'ombrina atlantica è in generale attaccata da parassiti che possono infettare intestino, stomaco, muscoli, fegato, cuore, pinne, pelle, branchie e squame. E inoltre stato documentato un caso di un esemplare malato di tumore benigno.

## Importanza per l'uomo

### Pesca commerciale e allevamento
Dagli anni 70 del XX secolo l'allevamento a scopo commerciale dell'Ombrina atlantica ha cominciato a diffondersi in nord America, sostituendo man mano la pesca commerciale. Da allora l'allevamento di questo pesce si è largamente diffuso in varie regioni del mondo, data la semplicità dell'allevamento e la grande popolarità delle sue carni. è un pesce alquanto popolare per gli acquari pubblici.

### Pesca sportiva
L'Ombrina atlantica è un pesce popolare tra gli appassionati di pesca sportiva, dai quali viene largamente ricercato, soprattutto in Florida. viene insidiato usando esche vive, morte e esche artificiali, tra le quali esche siliconiche, cucchiaini e esche top water.

## Conservazione
Negli 70 del XX secolo si cominciò a notare la riduzione nel numero di esemplari di Ombrina atlantica. Infatti la pesca commerciale senza freni aveva quasi fatto scomparire il pesce da alcune zone. Oggi, grazie alla regolamentazione della pesca sportiva e commerciale e alla diffusione dell'allevamento, la specie ha visto una ripresa, tanto che oggi, secondo la IUCN red list, essa si trova nella categoria "Rischio minimo".

## Tassonomia
La prima classificazione scientifica dell'Ombrina atlantica fu data da Linneo nel 1766, che gli diede il nome di Perca ocellata. Il nome fu poi cambiato due volte nello stesso anno dallo stesso Linneo, che la riclassificò prima come Sciaenops ocellata e infine come Sciaenops ocellatus. Nel 1802 Bernard Germain de Lacépède classificò la specie Lutjanus triangulum, ma essa non era altro che un sinonimo di Sciaenops ocellatus.

## Galleria d'immagini

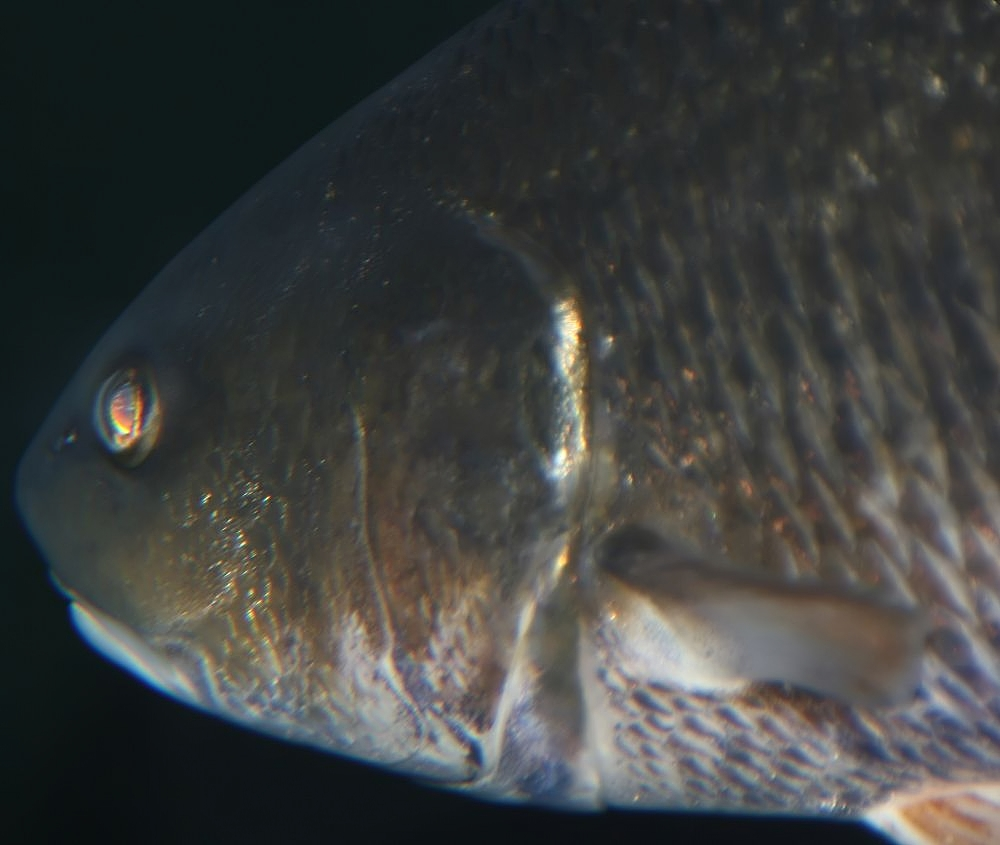
Particolare della testa.
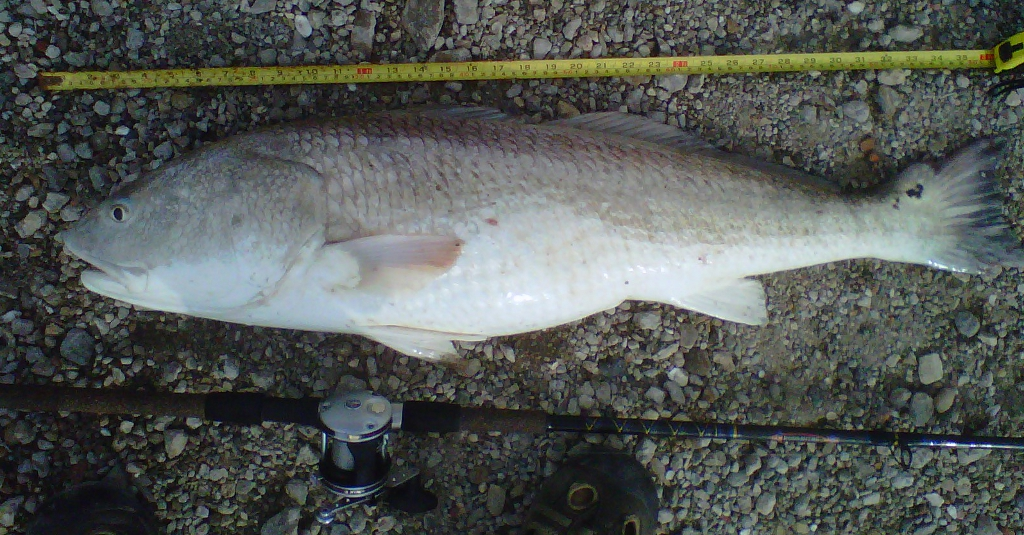
Un esemplare pescato.
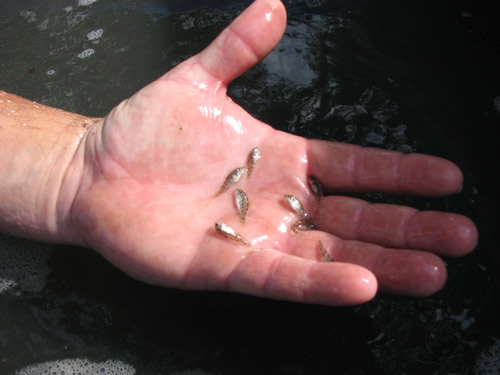
Avannotti.
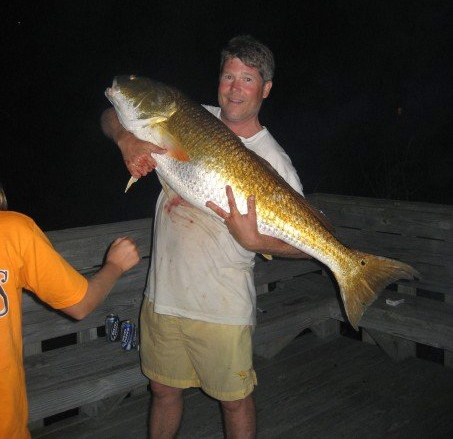
Un pescatore tiene in braccio un esemplare pescato.